# Hardtwaldstadion
Het Hardtwaldstadion is een voetbalstadion in de Duitse plaats Sandhausen. In het stadion speelt de voetbalvereniging SV Sandhausen haar thuiswedstrijden; deze club komt in het seizoen 2017/2018 uit in de 2. Bundesliga. Het stadion biedt plaats aan 10.600 personen.
Het stadion werd in 1951 geopend. In 1988 werd een overdekte tribune gebouwd, waaronder zich onder andere sanitair en een persruimte bevinden. Bovendien beschikt de tribune over een appartement, waar testspelers kunnen overnachten. Lichtmasten werden in het seizoen 2001/2002 gebouwd. In 2008 werd het stadion aan de eisen van de 3. Liga aangepast, door onder andere een nieuwe tribune met 2.500 zitplaatsen te bouwen.